# ضرس العقل

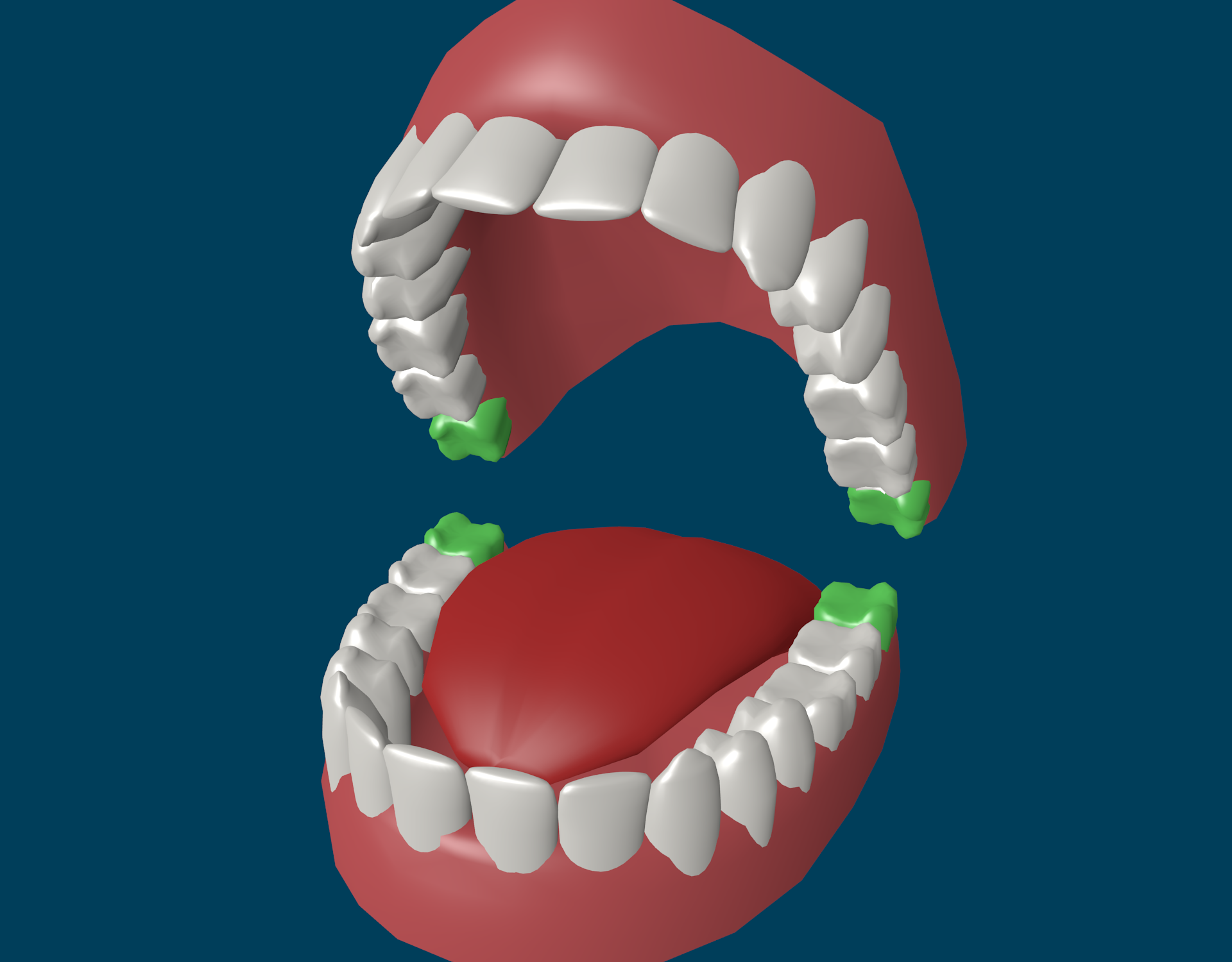
ضروس العقل الأربعة تظهر باللون الأخضر

ضرس العقل أو سن العقل أو الناجِذَة (الجمع: نواجذ) (بالإنجليزية: wisdom tooth) أو الرحى الثالثة (بالإنجليزية: third molar) هي آخر ما ينشأ من الأسنان. لأغلب الناس أربعة ضروس عقل، واحد في كل ركن من أركان الفم (واحد في كل رُبعيّة سنيّة). ضرس العقل موجود في أقصى الخلف. في الغالب، يبدأ ظهور ضرس العقل في فترة العمر التي تتراوح بين 17 إلى 25 سنة. معظم البالغين لديهم أربعة أضراس عقل (الضرس الثالث في كل ربعية سنية). لكن من الممكن أن يكون لديه أقل أو أكثر، وفي هذه الحالة تسمى الزوائد بـ: الأسنان الزائدة. قد تتزاحم ضروس العقل مع الأسنان الأخرى إذا لم يكن هناك مساحة كافية لها لتبزغ بشكل طبيعي، على الرغم من ذلك فبزوغ ضرس العقل لا يسبب حركة في الأسنان الأخرى، و لكن قد يسبب التزاحم صعوبة في تنظيف الأسنان مما ينتج عنه تسوس الأسنان. كان هناك اعتقاد في الماضي بأن ضروس العقل يمكن أن تدفع الأسنان الأخرى إلى الأمام وأنها تسبب الازدحام و لكن الدراسات التجريبية الحديثة تنفي هذا الادعاء. قد تسبب ضروس العقل البازغة جزئيًا من خلال اللثة التهابًا في أنسجة اللثة المحيطة. غالبًا ما يتم استخراج ضروس العقل عند حدوث هذه المشكلات أو حتى قبل حدوثها. ومع ذلك، يوصي المتخصصون أن لا يوجد داعي للاستخراج الوقائي لضروس العقل الخالية من الأمراض.

## تاريخ
على الرغم من أن الاسم الرسمي لهذه الأسنان هو الأضراس الثالثة، إلا أن الاسم الشائع لها هو "أسنان الحكمة" ، وذلك لأنها تظهر في وقت متأخر جدًا مقارنة ببقية الأسنان، أي في سن يُفترض فيه أن يكون الإنسان قد أصبح "أكثر حكمة" مما كان عليه في طفولته حينما ظهرت بقية الأسنان. ويُرجح أن هذا المصطلح جاء ترجمة للعبارة اللاتينية "dens sapientiae" (سن الحكمة).[بحاجة لمصدر] وقد عُرف عن بزوغ هذه الأسنان أنه يتسبب في مشاكل سنية منذ آلاف السنين؛ إذ تم توثيقه على الأقل منذ زمن أرسطو:
| ضرس العقل | آخر الأسنان التي تظهر في الإنسان هي الأضراس التي تُسمى 'أسنان الحكمة'، والتي تظهر في سن العشرين تقريبًا لدى كلا الجنسين. وقد وُجدت حالات لدى نساء تجاوزن الثمانين من العمر حيث ظهرت أسنان الحكمة في نهاية حياتهن، مسببةً آلامًا شديدة أثناء بزوغها؛ كما سُجلت حالات مماثلة لدى الرجال أيضًا. ويحدث هذا، عندما يحدث، في الأشخاص الذين لم تظهر لديهم أسنان الحكمة في سنواتهم المبرة | ضرس العقل |

— أرسطو، تاريخ الحيوانات (The History of Animals)
أقدم سن حكمة مطمورة معروفة تعود لامرأة أوروبية عاشت بين عامي 13,000 و11,000 قبل الميلاد، في الفترة المجدلانية. ومع ذلك، كان انطمار الأضراس نادر الحدوث نسبيًا قبل العصر الحديث. ومع الثورة الصناعية، أصبح هذا الاضطراب أكثر شيوعًا بعشرة أضعاف، ويُعزى ذلك إلى الانتشار الواسع للأطعمة اللينة والمصنعة.

## التشريح
الاختلافات
عدم تكوّن ضرس العقل يختلف حسب القطاع السكاني و المجتمعات، وتتراوح نسبته من صفر % مثلا عند السكان الأصليين في تاسمانيا بأستراليا حيث لا يتكوّن لهم ضرس العقل نهائياً، إلى ما نسبته 100% حيث يتكون بشكل كامل على سبيل المثال عند السكان المكسيكيين الأصليين. هذا الاختلاف يرتبط بالجين PAX9 و MSX1 (وربما جينات أخرى). أقدم ضرس عقل متراصّ يعود إلى امرأة أوروبية من الفترة الماغديلانيّة (18,000-10,000 قبل الميلاد).

## الوظيفة
أضراس العقل هي أضراس ثالثة فقدت وظيفتها ولكن استعادتها خلال مرحلة التطور، والتي ساعدت الأسلاف السابقة من البشر في طحن الأنسجة النباتية. الافتراضات السائدة تدّعي أنّ جماجم الإنسان السابق كان لها فكّ أكبر وذوات أسنان أكثر ، والتي على الأرجح ساعدت على مضغ أوراق الشجر للتعويض عن عدم القدرة على هضم السليولوز (المادة المكونة لجدار الخلية النباتية) بكفاءة. مع تغير نظام الإنسان الغذائي، تطور تدريجيًا فك الإنسان ليصبح أصغر، وحتى الآن لا تزال الأضراس الثالثة «أضراس العقل» تنمو عادة في فم الإنسان.

## الأهميّة السريريّة
تُصنَّفُ أضراس العقل المتراصة من حيث الاتجاه وعمق التّراص، والمساحة المتاحة لظهور السن وكمية الأنسجة الرخوة أو العظام (أو كليْهما) التي تغطي الأسنان.
هيكل التصنيف يسمح للأطباء بتقدير احتمالات الإصابة بالتسوس، والمضاعفات المرتبطة بإزالة ضرس العقل. ويُصَنَّف ضرس العقل أيضًا من حيث وجود (أو غياب) الأعراض والأمراض.

علاج ضرس العقل الظاهر في الفم مثله مثل علاج أي سن آخر. إذا كان متراصًا، فإنّ العلاج يمكن تحديده إلى الأنسجة المصابة التي تغطي التراصّ، الخلع، أو إزالة التاج.

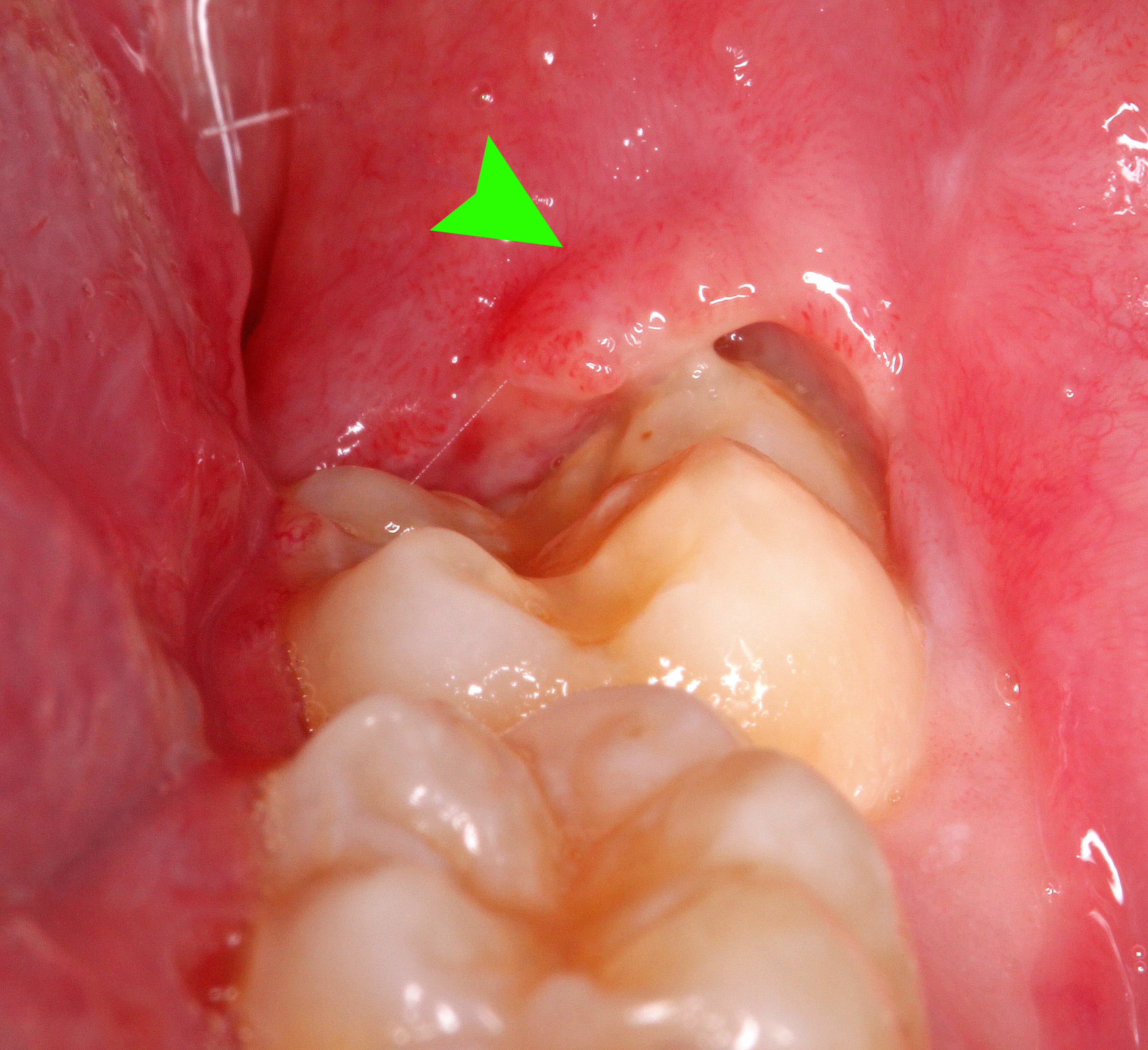
ضرس عقل يبرز خارجًا من خط اللثة مع وجود نسيج ملتهب خلفه (السهم الأخضر، التهاب الأنسجة المحيطة بالتاج – pericoronitis)
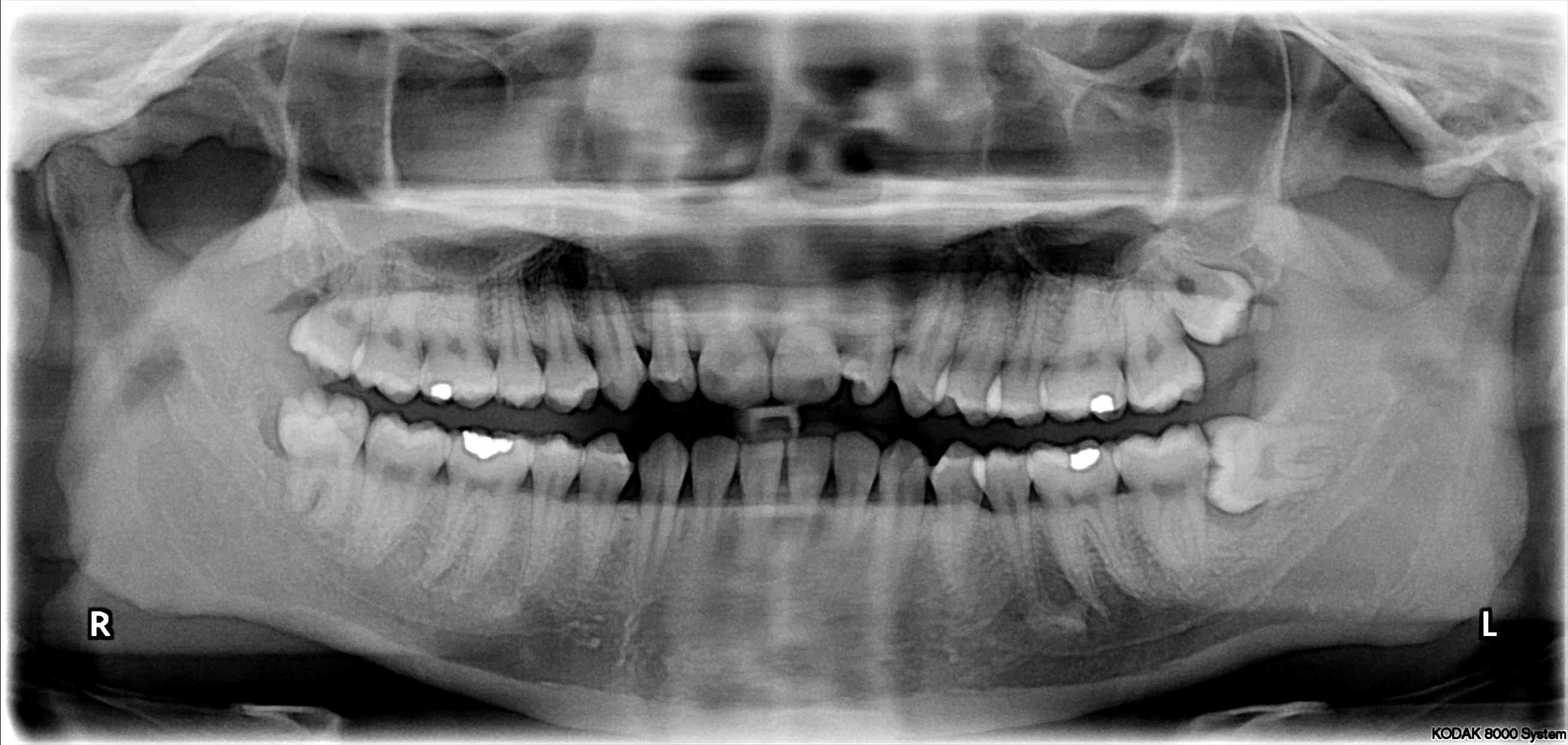
ضرسا العقل في الجزْئينِ العلوي اليساريّ (في الصورة من اليمين) والعلوي اليمينيّ (في الصورة من اليسار) متراصّان نحو الزاوية الخلفية. أما ضرس العقل السفليّ اليساري فمتراصّ بشكل أفقي، وأمّا اليميني فمتراصٌّ بشكل عموديّ.

## إضطرابات ضرس العقل
```
 
انظر أيضا:
 
ضروس العقل المنطمرة
```

عندما يكون في وضعه الطبيعي قد يصعب الوصول اليه لتنظيفه مما يؤدي إلى تراكم الجير والكلس وهما المسببان الرئيسيان للتسوس والتهاب اللثة المحيطة. وأحياناً أخرى يكون بزوغه غير كامل مما يجعله مغطى باللثة جزئياً. وأهم المشاكل المصاحبة في هذه الحالة التهاب اللثة المغطية للضرس وتكوّن جيباً لثوياً قد يمتلئ بالجير وبقايا الطعام، التي يصعب إزالتها مما يؤدي إلى مزيد من الالتهاب ويعرض الضرس إلى التسوس. كما أن الإطباق قد يتسبب في التهاب اللثة المغطية للضرس أثناء المضغ، مسببا التهاباً بكتيرياً مؤلمًا، ويسمى هذا الالتهاب: تواج. وفي الحالات المتقدمة قد يتسبب مثل ذلك الالتهاب إلى خرّاج لثوي وأحيانًا إلى عدم القدرة على فتح الفم.

### نمو ضرس العقل
هناك احتمالان لنموّ ضرس العقل:

ضرس عقل مائل إلى الأمام

- إما أن يظهر في مكانه بشكل صحيحٍ وموازٍ لباقي أسنان الفك.
- أو أن يظهر بشكل غير موازٍ أو مائلٍ بشكل ما

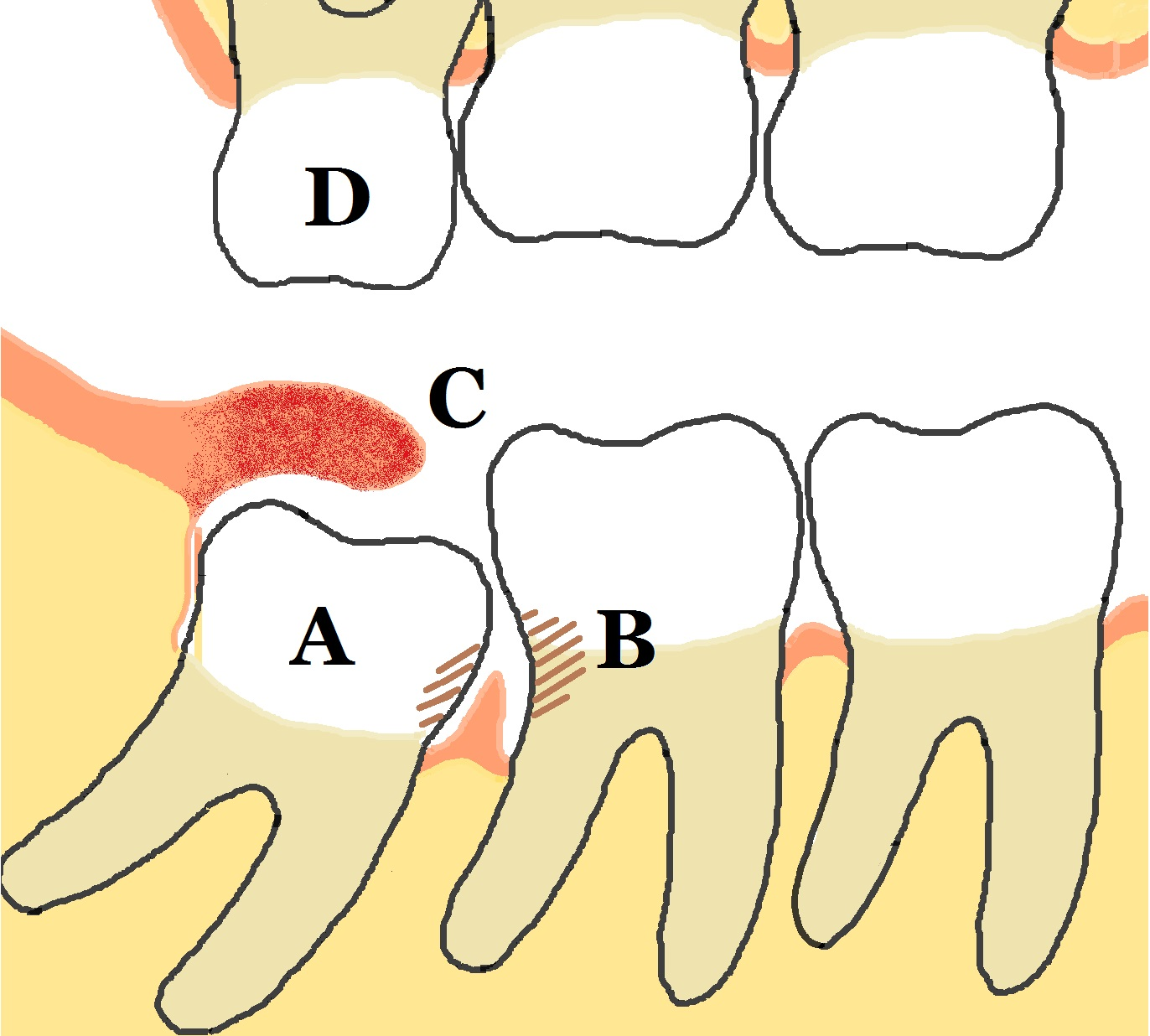
مشاكل قد تصيب ضرس العقل:
A: متراصّ نحو الأمام، ضرس عقل سفليّ ظاهر جزئيًا.
B: تسوس أسنان وخلل في دواعم الأسنان المرتبطة بالضرس الثاني والثالث، بسبب الطعام العالق، والنقص في تنظيف الفم.
C: وصاد ملتهب يغطي ضرسَ العقلٍ السفليَّ الظاهرَ جزئيًا، مع تراكم بواقي الطعام والبكتيريا تحته.
D: الضرس الثالث العلوي برز أكثر من اللازم بسبب عدم وجود تلامس مع السن المقابل، وقد يبدأ بالانطباق على الوصاد أسفلَه. الأسنان التي لا يوجد أسنان تقابلها في الفك الآخر تكون عادة حادة لأنه لم يكن هنالك أسنان تثلمها.

## معرض الصور

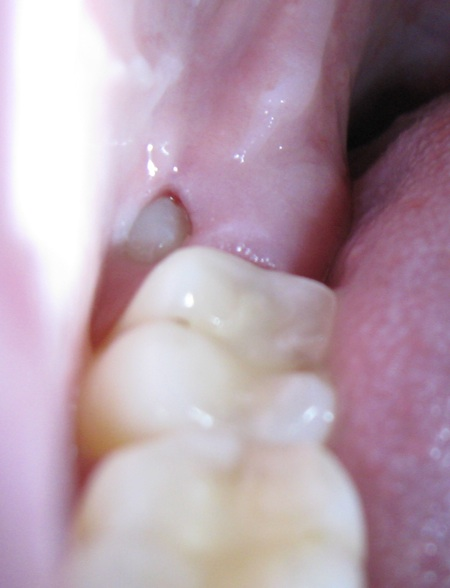
ضرس العقل يبرز من الخارج اللثة في الجزء الخلفي من الأسنان السفلية.
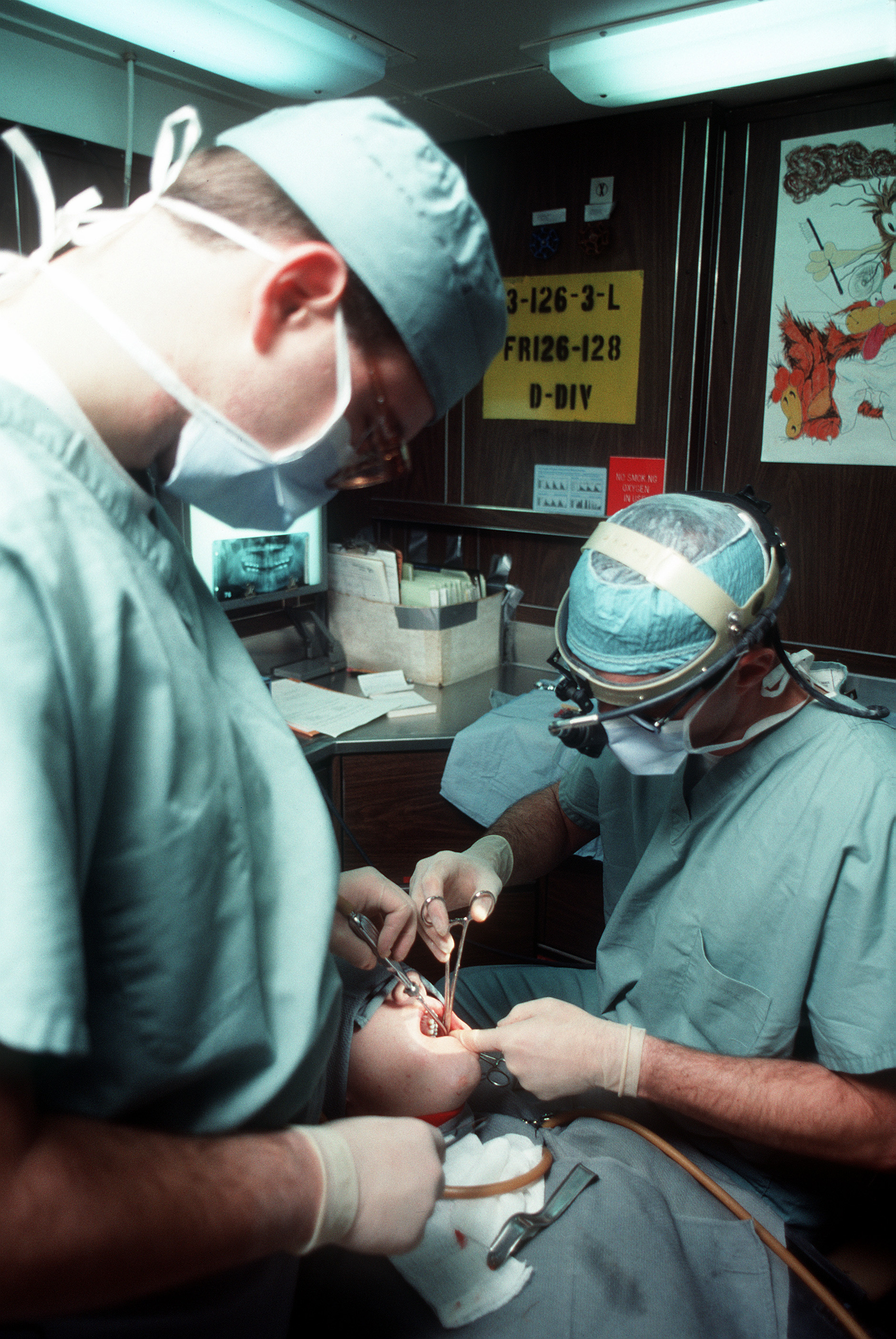
طبيب أسنان ومساعده يزيلان ضرس العقل.
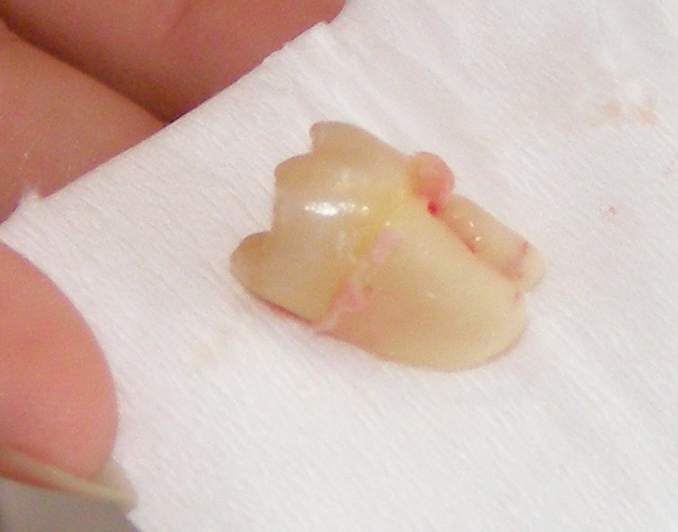
انتزاع الضرس الثالث السفلي الذي تأثر أفقيًا.
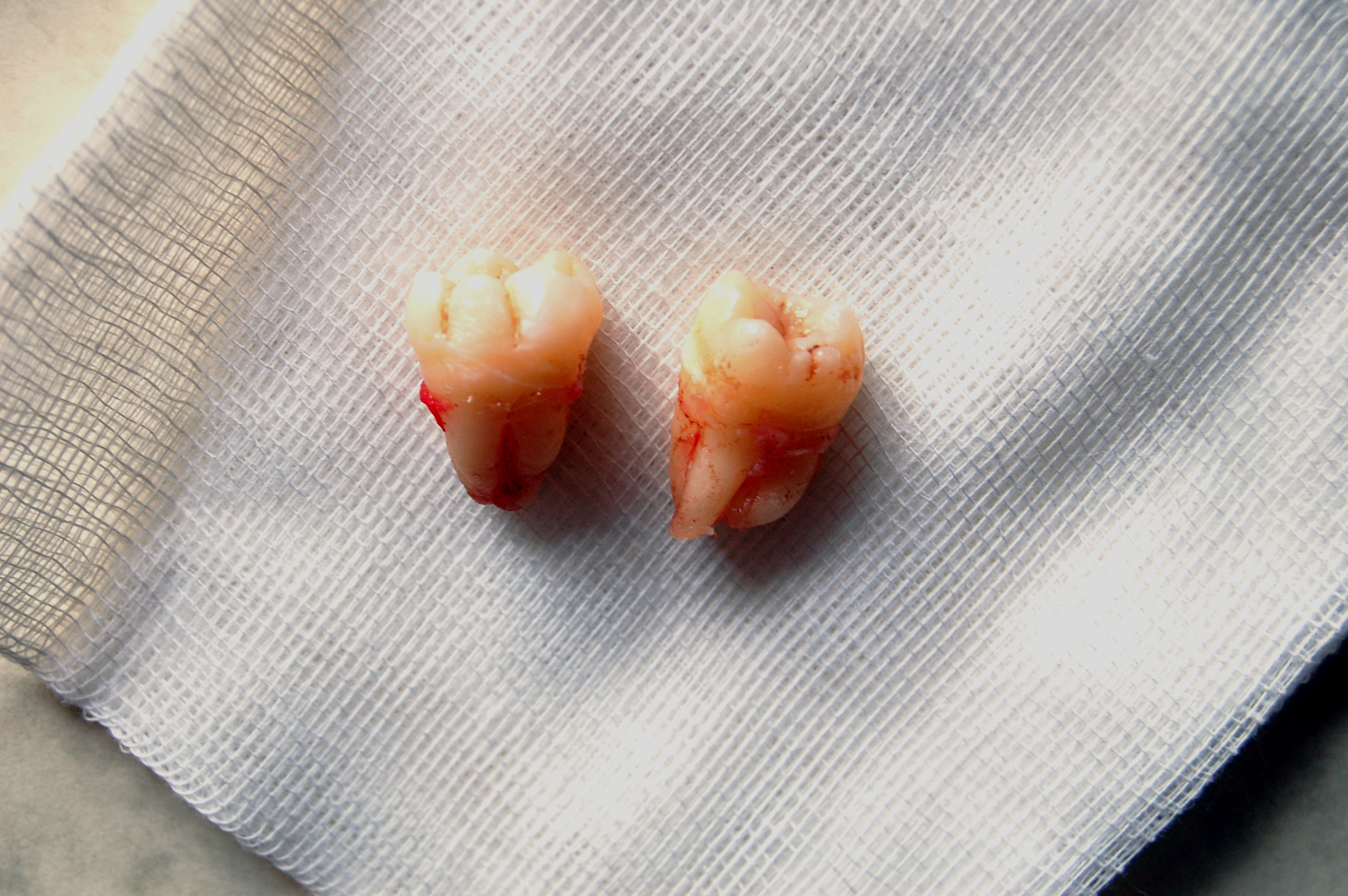
استخراج ضرس العقل العلوي والسفلي الأيمن خلال الدورة نفسها تحت التخدير المحلي.
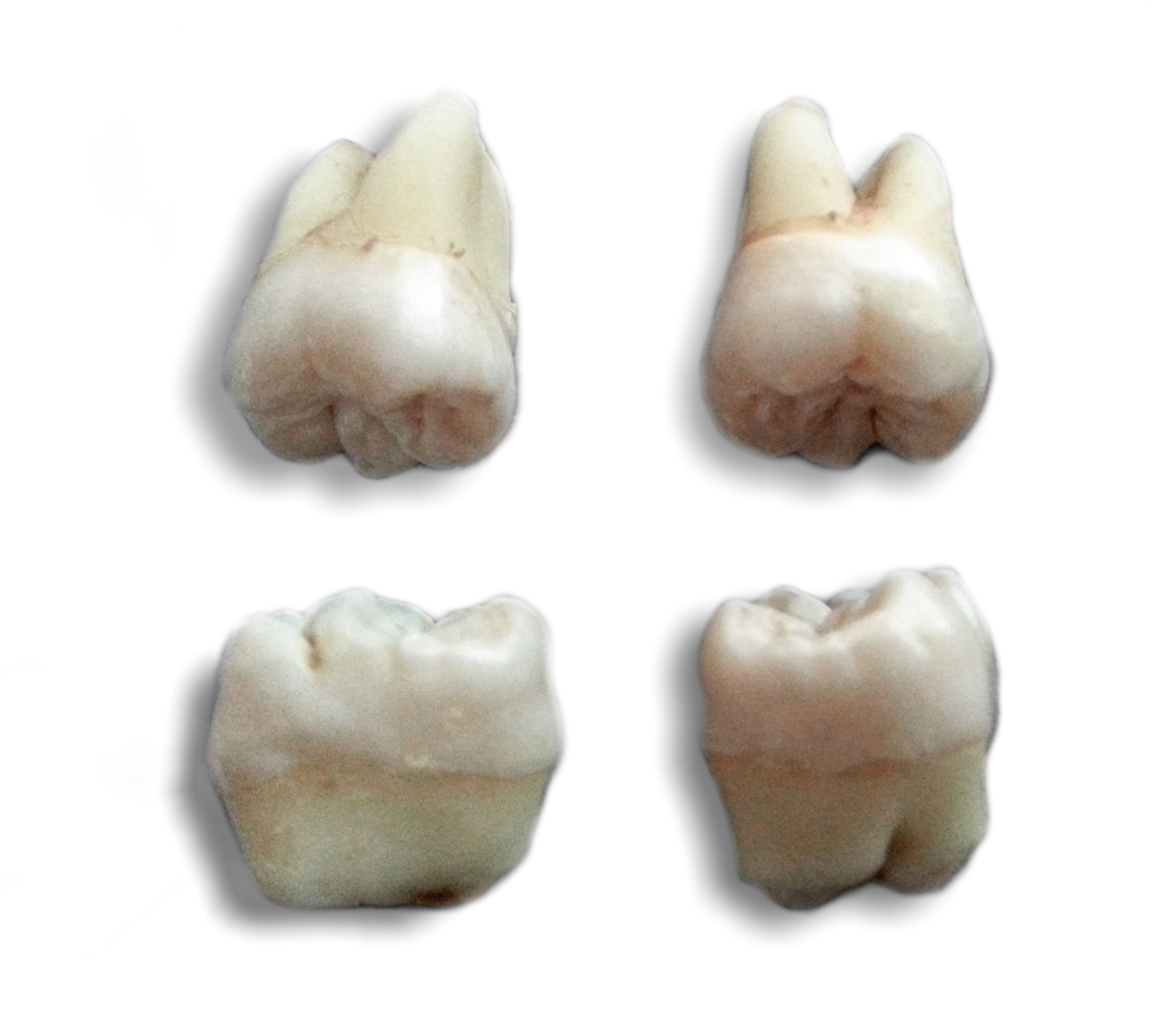
ضرس العقل.

## وصلات خارجية
- Wisdom teeth informedhealthonline.org
- University of Manitoba Dental Hygiene Article on wisdom teeth.
- Wisdom Teeth
- Tooth Removal Warnings نسخة محفوظة 20 فبراير 2010 على موقع واي باك مشين.
- Patient accounts of wisdom teeth removal Experience Project
- Wisdom tooth extraction WebMD article
- Animated Teeth
- Wisdom Teeth Removal Complications
- ضرس العقل.. هل نخلعه أم نتركه؟: بزوغه المتأخر يسبب مشاكل والتهابات في اللثة، الشرق الأوسط، 27 أبريل 2008
- ضرس العقل.. بين مشكلة خلعه وقرار تركه، 22 مايو 2009